# Robert Berndt
Eduard Wilhelm Robert Berndt (* 6. Februar 1811 in Glogau; † 1888) war ein deutscher Jurist, Bürgermeister der Stadt Glogau und Abgeordneter des Preußischen Abgeordneten- und Preußischen Herrenhauses.

## Leben
Robert Berndt war von 1849 bis 1852 Mitglied des Preußischen Abgeordnetenhauses für den Wahlkreis Liegnitz, wobei er keiner Fraktion angehörte. Am 24. November 1854 wurde er auf Präsentation der Stadt Glogau, deren beigeordneter Bürgermeister und Stadtsyndikus er war, auf Lebenszeit in das Preußische Herrenhaus berufen. Er trat am 30. November 1854 in das Herrenhaus ein. Im Alter verfasste er zunächst eine wissenschaftliche Abhandlung über die Geschichte der Juden in Glogau, der drei umfangreiche Bände zur Stadtgeschichte seit dem Dreißigjährigen Krieg folgten.

## Schriften
- Robert Berndt: Geschichte der Juden in Gross-Glogau, G. Müller, Glogau o. J. (1874), Online PDF, 45 MB.
- Robert Berndt: Geschichte der Stadt Gross-Glogau während der ersten Hälfte des siebzehnten Jahrhunderts, namentlich während des dreissigjährigen Krieges, G. Müller, Glogau 1879
- Robert Berndt: Geschichte der Stadt Gross-Glogau vom Ende des 30 Jährigen Krieges bis zum Ausmarsche der Franzosen im Jahre 1814, G. Müller, Glogau 1882
- Robert Berndt: Geschichte der Stadt Gross-Glogau. 2. Forts. Von d. Räumung Glogaus durch d. Franzosen bis zum Ende d. Regierung Königs Friedrich Wilhelm IV. 1886, G. Müller, Glogau o. J.